# 55-я Арабская бригада
55-я Арабская бригада или Бригада 055 — по данным министерства обороны США — интернациональная боевая единица в Афганистане, воюющая на стороне Талибана под личным руководством бен Ладена.
Полагают, что 55-я арабская Бригада была механизированной единицей и разделялась на более мелкие мобильные формирования.

## История
Формировалась как подразделение Аль-Каиды с 1995 по 2001, из выходцев из Средней Азии, Ближнего Востока и ЮВА.
Численность от 1 до 2-х тысяч человек. Вооружение лёгкого типа, уплотнённая комплектация с наличием снаряжения для войск специального назначения.